# Desmond Doss
Pour les articles homonymes, voir Doss.
 (juin 2025).
Le contenu est difficilement compréhensible vu les erreurs de traduction, qui sont peut-être dues à l'utilisation d'un logiciel de traduction automatique.
Desmond Doss,  né le 7 février 1919 à Lynchburg (Virginie) et mort le 23 mars 2006 à Piedmont (Alabama), est le premier objecteur de conscience à recevoir la Medal of Honor, le seul durant la Seconde Guerre mondiale, et l'un des trois seuls honorés tous conflits armés confondus (les deux autres sont Thomas W. Bennett et Joseph G. LaPointe, Jr.). Il était caporal dans l'United States Army et affecté au détachement médical du 307e régiment d'infanterie (en), 77e division d'infanterie.

## Biographie
Né à Lynchburg le 7 février 1919, Desmond est le fils de William Thomas Doss, vétéran américain de la Première Guerre mondiale ensuite charpentier, et de Bertha E. (Oliver) Doss,.
Enrôlé volontaire en avril 1942, Desmond Doss, qui est adventiste du septième jour, refuse de tuer ou de porter une arme au combat en raison de ses convictions religieuses. Par conséquent, il est affecté à un poste d'infirmier sur le théâtre du Pacifique lors de la Seconde Guerre mondiale où il contribue à sauver la vie de 75 de ses camarades en les faisant redescendre un à un de la falaise d'Okinawa dans une civière de corde, restant pour cela exposé au sommet de la falaise durant l'opération de sauvetage. Doss est blessé par l'ennemi trois fois au cours de la guerre, ce qui lui vaut trois Purple Heart. Peu de temps avant de quitter l’armée, on lui diagnostique une tuberculose qui lui coûte un poumon,. Démobilisé de l'armée en 1946, il passe cinq années sous traitement médical pour ses blessures et sa maladie.
Desmond Doss meurt en 2006 à son domicile à Piedmont en Alabama, après avoir été hospitalisé pour des troubles respiratoires, le même jour qu'un autre récipiendaire de la Medal of Honor, David B. Bleak. Il est enterré dans le cimetière national de Chattanooga à Chattanooga. Son épouse meurt en 1991.

## Service de la Seconde Guerre mondiale
Avant le déclenchement de la Seconde Guerre mondiale, Doss était employé comme menuisier dans un chantier naval de Newport News, en Virginie. Il a choisi le service militaire, malgré l'offre qu'il lui est faite d'un sursis à cause de son travail de chantier naval, le 1er avril 1942, à Camp Lee, Virginie. Il a été envoyé à Fort Jackson en Caroline du Sud pour s'entraîner avec la 77e division d'infanterie réactivée. Pendant ce temps, son frère Harold a servi à bord de l'USS Lindsey.

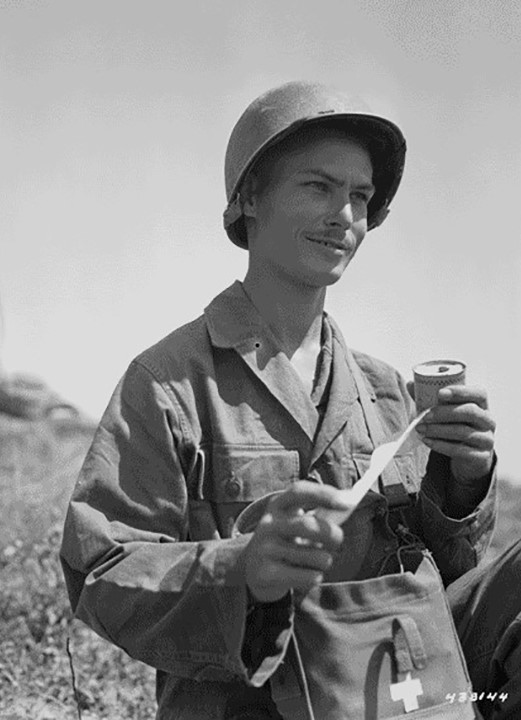
Desmond Doss à Okinawa.

Doss a refusé de porter une arme au combat en raison de ses convictions personnelles en tant qu'adventiste du septième jour contre le meurtre. Il est devenu par conséquent infirmier assigné au 2e peloton, compagnie B, 1er bataillon, 307e infanterie, 77e division d'infanterie.
Alors qu'il servait avec son peloton en 1944 à Guam et aux Philippines, il a reçu deux médailles de l'étoile de bronze avec un "V" en agrafe, pour sa bravoure exceptionnelle en aidant les soldats blessés sous le feu. Pendant la bataille d'Okinawa, il sauva la vie de 50 à 100 fantassins blessés au sommet de la zone connue par la 96e division sous le nom d'escarpement de Maeda ou Hacksaw Ridge. Doss a été blessé quatre fois à Okinawa, et a été évacué le 21 mai 1945, à bord de l'USS Mercy. Doss a subi une fracture du bras gauche à cause de la balle d'un tireur d'élite alors qu'il était ramené vers les lignes alliées et à un moment donné, dix-sept éclats d'obus ont été incrustés dans son corps après avoir tenté de lancer une grenade loin de lui et de ses hommes.
Il a reçu la Medal of Honor pour toutes ses actions.

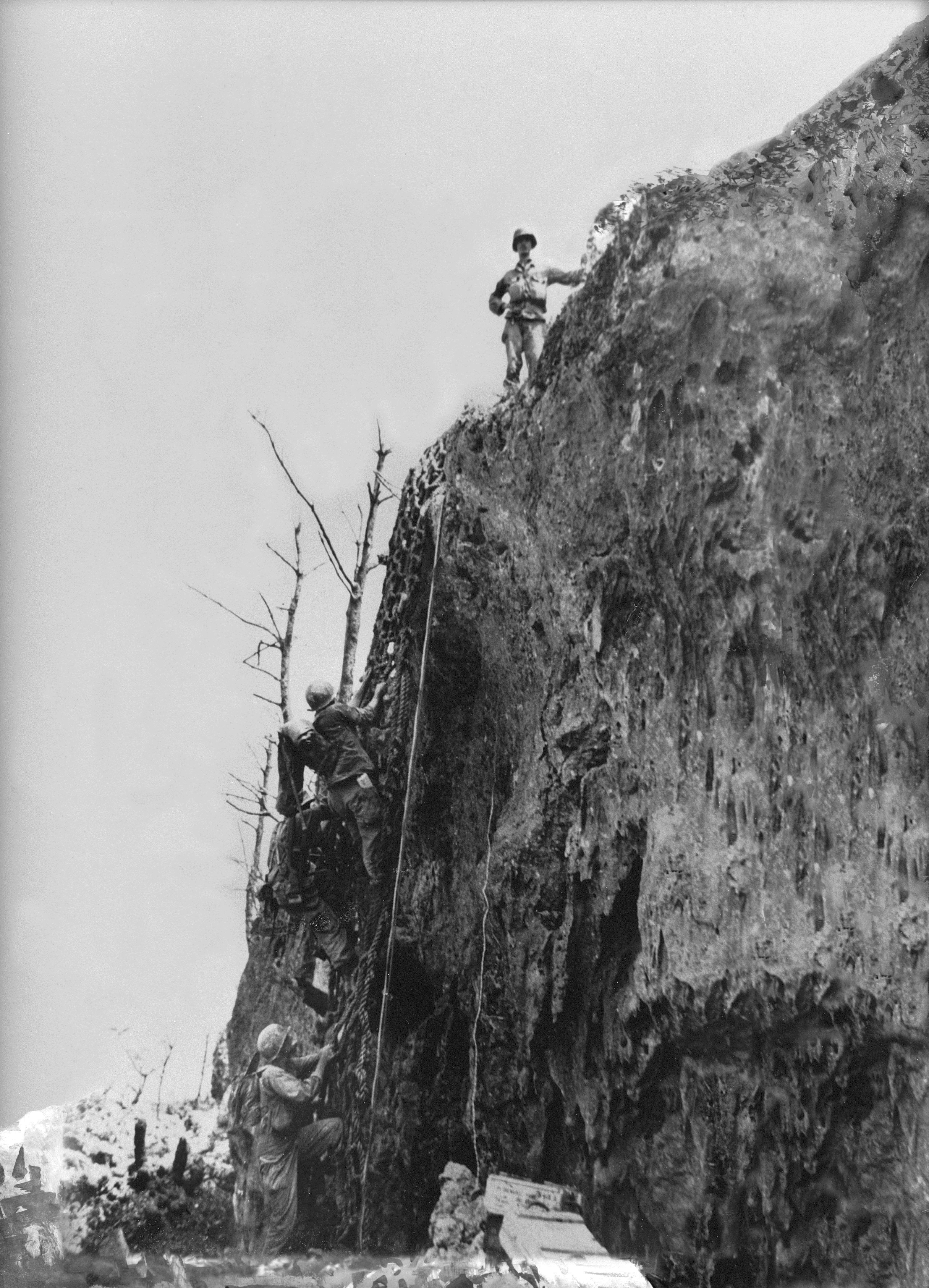
Desmond Doss en haut de l'escarpement de « Maeda », à Okinawa, le 4 mai 1945.

## La vie d'après guerre
Après la guerre, Doss avait initialement prévu de poursuivre sa carrière dans la menuiserie, mais d'importants dommages à son bras gauche l'ont rendu incapable de le faire. En 1946, on lui diagnostique une tuberculose, qu'il avait contractée sur Leyte. Soumis à un traitement pendant cinq ans et demi, il perd un poumon et cinq côtes avant de sortir de l'hôpital en août 1951 avec une invalidité de 90 %.
Doss a continué à recevoir des soins de l'armée, mais après qu'une surdose d'antibiotiques l'eut rendu complètement sourd en 1976, il a été reconnu invalide à 100% ; il a pu retrouver son audition après avoir reçu un implant cochléaire en 1988. Malgré la gravité de ses blessures, Doss a réussi à élever une famille dans une petite ferme à Rising Fawn, en Géorgie.
Doss a épousé Dorothy Pauline Schutte le 17 août 1942 et ils ont eu un enfant, Desmond Doss Jr., dit « Tommy », né en 1946. Dorothy est décédée le 17 novembre 1991 dans un accident de voiture, alors qu'elle était conduite à l'hôpital par Desmond Doss. Celui-ci s'est remarié le 1er juillet 1993 avec Frances May Duman.
Après avoir été hospitalisé pour des difficultés respiratoires, Doss est décédé le 23 mars 2006 à son domicile de Piedmont, en Alabama. Il a été enterré le 3 avril 2006, dans le cimetière national de Chattanooga, dans le Tennessee. Frances est décédée trois ans plus tard, le 3 février 2009, au Piedmont Health Care Center à Piedmont.

## Mémoire et honneur

### Citation pour la médaille d’honneur

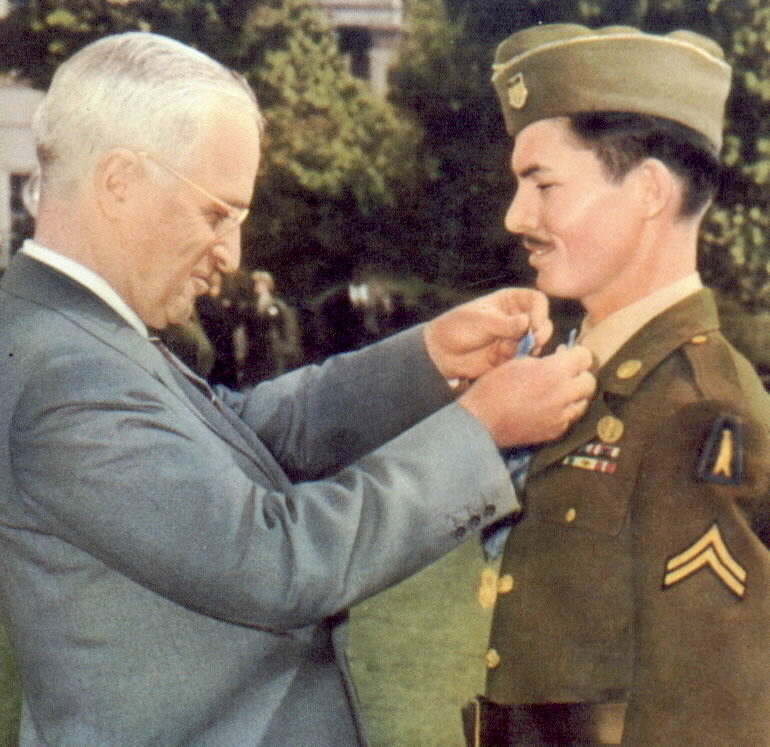
Remise de la Medal of Honor par le président Harry Truman.

« He was a company aid man when the 1st Battalion assaulted a jagged escarpment 400 feet high. As our troops gained the summit, a heavy concentration of artillery, mortar and machinegun fire crashed into them, inflicting approximately 75 casualties and driving the others back. Pfc. Doss refused to seek cover and remained in the fire-swept area with the many stricken, carrying them 1 by 1 to the edge of the escarpment and there lowering them on a rope-supported litter down the face of a cliff to friendly hands. On 2 May, he exposed himself to heavy rifle and mortar fire in rescuing a wounded man 200 yards forward of the lines on the same escarpment; and 2 days later he treated 4 men who had been cut down while assaulting a strongly defended cave, advancing through a shower of grenades to within 8 yards of enemy forces in a cave's mouth, where he dressed his comrades' wounds before making 4 separate trips under fire to evacuate them to safety. On 5 May, he unhesitatingly braved enemy shelling and small arms fire to assist an artillery officer. He applied bandages, moved his patient to a spot that offered protection from small arms fire and, while artillery and mortar shells fell close by, painstakingly administered plasma. Later that day, when an American was severely wounded by fire from a cave, Pfc. Doss crawled to him where he had fallen 25 feet from the enemy position, rendered aid, and carried him 100 yards to safety while continually exposed to enemy fire. On 21 May, in a night attack on high ground near Shuri, he remained in exposed territory while the rest of his company took cover, fearlessly risking the chance that he would be mistaken for an infiltrating Japanese and giving aid to the injured until he was himself seriously wounded in the legs by the explosion of a grenade. Rather than call another aid man from cover, he cared for his own injuries and waited 5 hours before litter bearers reached him and started carrying him to cover. The trio was caught in an enemy tank attack and Pfc. Doss, seeing a more critically wounded man nearby, crawled off the litter; and directed the bearers to give their first attention to the other man. Awaiting the litter bearers' return, he was again struck, this time suffering a compound fracture of 1 arm. With magnificent fortitude he bound a rifle stock to his shattered arm as a splint and then crawled 300 yards over rough terrain to the aid station. Through his outstanding bravery and unflinching determination in the face of desperately dangerous conditions Pfc. Doss saved the lives of many soldiers. His name became a symbol throughout the 77th Infantry Division for outstanding gallantry far above and beyond the call of duty. »
— (en) US Army Center Of Military History, « Medal of Honor Recipients.World War II (Recipients A-F) »

« Il était infirmier lorsque le 1er bataillon attaqua un escarpement de 120 mètres de hauteur. Comme nos troupes atteignaient le sommet, un lourd barrage d’artillerie, de mortiers et de mitrailleuses les frappa, infligeant approximativement 75 pertes et conduisit les autres à se replier. Le soldat de première classe Doss refusa de trouver un abri et resta dans l’espace balayé par le feu avec de nombreux blessés, les transportant un par un jusqu’au bord de l’escarpement et là, les descendit dans une civière, en rappel, le long d’une falaise vers les mains amies. Le 2 mai, il s’exposa à un feu nourri de mortiers et fusils pour secourir un homme blessé à 180 mètres des lignes par le même escarpement ; et deux jours plus tard, il traita quatre hommes abattus en attaquant une grotte fortement défendue, atteignant l’entrée d’une grotte à travers une pluie de grenades à moins de 8 mètres des forces ennemies où il pansa les blessures de ses camarades avant de les évacuer séparément, sous le feu, en quatre voyages. Le 5 mai, il brava sans hésitation le pilonnage d’artillerie et le feu d’armes légères pour assister un officier d’artillerie. Il appliqua des bandages, déplaça le blessé à un endroit offrant une protection contre les tirs d’armes légères et, tandis que les éclats d’obus d’artillerie et de mortiers tombaient à proximité, lui administra soigneusement du plasma. Plus tard dans la journée, lorsqu’un soldat américain fut sévèrement touché par des tirs venant d’une grotte, le soldat de première classe Doss rampa jusqu'à lui, à 8 mètres des positions ennemies, lui apporta des soins puis l’emmena en sûreté, à 90 mètres, en étant continuellement sous le feu ennemi. Le 21 mai, lors d’une attaque nocturne sur des hauteurs près de Shuri, il resta en territoire exposé alors que le reste de sa compagnie se mettait à couvert, risquant témérairement d’être pris pour un Japonais infiltré et porta assistance aux blessés jusqu'à ce qu'il soit lui-même sérieusement blessé à la jambe par une explosion de grenade. Plutôt que d’appeler un autre infirmier à couvert, il traita ses propres blessures et attendit cinq heures que des brancardiers le rejoignent et le transportent à couvert. Le trio fut pris dans une attaque de chars ennemis et le soldat de première classe Doss, voyant un homme plus sérieusement blessé à proximité, quitta le brancard et commanda aux brancardiers de porter leur attention sur l’autre homme. En attendant le retour des brancardiers, il fut de nouveau frappé, souffrant cette fois-ci d’une fracture ouverte à un bras. Avec une magnifique force morale, il attacha une crosse de fusil sur son bras fracassé pour en faire une attelle et alors rampa 300 mètres sur un rude terrain jusqu’à l’ambulance. Grâce à son exceptionnelle bravoure et une détermination sans faille face à des conditions désespérément dangereuses, le soldat de première classe Doss sauva la vie de nombreux soldats. Son nom est devenu un symbole dans toute la 77e division d’infanterie et de toute l'armée des États-Unis de courage exceptionnel de loin supérieur et au-delà du devoir. »

### Médailles militaires
Desmond Doss a reçu les décorations et récompenses suivantes :

Combat Medical Badge, 1st award

- Medal of Honor
- Presidential Unit Citation
- Purple Heart avec deux feuilles de chêne en bronze
- Bronze Star Medal avec deux feuilles de chêne en bronze et "V" Device
- Meritorious Unit Commendation
- World War II Victory Medal
- Good Conduct Medal
- American Campaign Medal
- Asiatic-Pacific Campaign Medal avec trois étoiles de service en bronze
- Philippine Liberation Medal  avec une étoile de service en bronze

### Autres
Le 10 juillet 1990, une section de la Georgia State Route 2 (en), entre la U.S. Route 27 in Georgia (en) et la Georgia State Route 193 (en) dans le comté de Walker est appelé « Desmond T. Doss Medal of Honor Highway ».
En juillet 2008, la maison des invités du centre médical militaire Walter Reed à Washington est rebaptisé « Doss Memorial Hall ».
Le 30 août 2008, un tronçon de trois kilomètres de l'Alabama State Route 9 (en) à Piedmont (Alabama) est appelé « Desmond T. Doss, Sr. Memorial Highway ».

## Filmographie
- 2016 : Tu ne tueras point (Hacksaw Ridge) de Mel Gibson, interprété par Andrew Garfield.